# جونتور
جونتور رمزها «GU» (بالإنجليزية: Guntur)‏ ، هو تقسيم إداري لدولة الهند تتبع ولاية أندرا برديش (بالإنجليزية: Andhra  Pradesh)‏ ، مركزها هو مدينة جونتور (بالإنجليزية: Guntur)‏ عدد سكانها حسب تعداد سنة 2001 هو 4,405,521 ، مساحتها 11,391 كم² وكثافة السكان 387 لكل كم² .

## المناخ
يظهر الجدول التالي التغييرات المناخية على مدار السنة لجونتور:
| البيانات المناخية لـجونتور                | البيانات المناخية لـجونتور | البيانات المناخية لـجونتور | البيانات المناخية لـجونتور | البيانات المناخية لـجونتور | البيانات المناخية لـجونتور | البيانات المناخية لـجونتور | البيانات المناخية لـجونتور | البيانات المناخية لـجونتور | البيانات المناخية لـجونتور | البيانات المناخية لـجونتور | البيانات المناخية لـجونتور | البيانات المناخية لـجونتور | البيانات المناخية لـجونتور |
| الشهر                                     | يناير                      | فبراير                     | مارس                       | أبريل                      | مايو                       | يونيو                      | يوليو                      | أغسطس                      | سبتمبر                     | أكتوبر                     | نوفمبر                     | ديسمبر                     | المعدل السنوي              |
| ----------------------------------------- | -------------------------- | -------------------------- | -------------------------- | -------------------------- | -------------------------- | -------------------------- | -------------------------- | -------------------------- | -------------------------- | -------------------------- | -------------------------- | -------------------------- | -------------------------- |
| متوسط درجة الحرارة الكبرى °م (°ف)         | 29.8 (85.6)                | 32.2 (90.0)                | 34.7 (94.5)                | 36.8 (98.2)                | 39.3 (102.7)               | 37.5 (99.5)                | 33.3 (91.9)                | 32.9 (91.2)                | 32.8 (91.0)                | 31.7 (89.1)                | 30.3 (86.5)                | 29.2 (84.6)                | 33.4 (92.1)                |
| المتوسط اليومي °م (°ف)                    | 24.4 (75.9)                | 26.2 (79.2)                | 28.7 (83.7)                | 31.4 (88.5)                | 33.6 (92.5)                | 32.6 (90.7)                | 29.5 (85.1)                | 29.2 (84.6)                | 29.0 (84.2)                | 28.0 (82.4)                | 25.7 (78.3)                | 24.1 (75.4)                | 28.5 (83.4)                |
| متوسط درجة الحرارة الصغرى °م (°ف)         | 19.0 (66.2)                | 20.3 (68.5)                | 22.8 (73.0)                | 25.8 (78.4)                | 28.0 (82.4)                | 27.7 (81.9)                | 25.7 (78.3)                | 25.5 (77.9)                | 25.3 (77.5)                | 24.2 (75.6)                | 21.1 (70.0)                | 19.0 (66.2)                | 23.7 (74.7)                |
| الهطول مم (إنش)                           | 1 (0.0)                    | 4 (0.2)                    | 6 (0.2)                    | 14 (0.6)                   | 56 (2.2)                   | 115 (4.5)                  | 171 (6.7)                  | 161 (6.3)                  | 151 (5.9)                  | 159 (6.3)                  | 58 (2.3)                   | 10 (0.4)                   | 906 (35.6)                 |
| المصدر: Climate-Data.org (altitude: 26 m) |                            |                            |                            |                            |                            |                            |                            |                            |                            |                            |                            |                            |                            |

## أعلام
- بوبي
- مورالي شارما
- روث بيكر
- مانوج ساي
- هاريكا درونافالي